# 金與正
金與正（朝鲜语：／；1988年9月26日—）是朝鮮勞動黨已故總書記金正日四女，母親是高容姬。她是金正哲與現任朝鮮勞動黨總書記、朝鮮民主主義人民共和國國務委員會委員長金正恩的同母胞妹。現任朝鮮勞動黨中央委員、黨中央組織指導部第一副部長、朝鲜国务委员会委员。2020年4月，根據自由亞洲電台報導，朝鲜劳动党委员长金正恩將党务及对外事务暫時交给金与正负责。同年6月，金與正（而非朝鮮最高領導人金正恩）多次發佈將與韓國決裂的聲明，及後也有相關行動。

## 早年生活
關於她早年生活記載不多，據曾任金正日廚師的日本人藤本健二在回憶錄提及，年幼時金與正得到父親金正日的相當喜愛，每當一家人吃飯時金正日讓高英姬坐在自己右邊，金與正坐在左邊，並叫她「乖乖與正」。另外，在1996年至2001年期間，她的兄長金正恩和她以化名假扮為朝鲜駐瑞士大使館職員的孩子於瑞士伯爾尼的一間國際學校就讀，學習英文、德文及法文；而他們在瑞士留學時的照片於2010年6月曝光。返回朝鮮後，她由外國人教師個別授課。
2010年9月，兄長金正恩在朝鮮勞動黨代表會議當選中央軍事委員會副委員長，被確立為父親金正日繼承人之後，在領導人集體照中可見金與正亦有合影（在金正日最後一任妻子金玉身旁）。2011年2月，她被KBS拍得和哥哥金正哲在新加坡觀看埃里克·克萊普頓演唱會。2011年12月父親金正日去世後，她雖然不是名列治喪委員會名單上，卻一直緊跟在兄長金正恩身後迎接弔唁客人，一度被誤以為是金正恩當時未曾露面的夫人李雪主。

## 政治活動

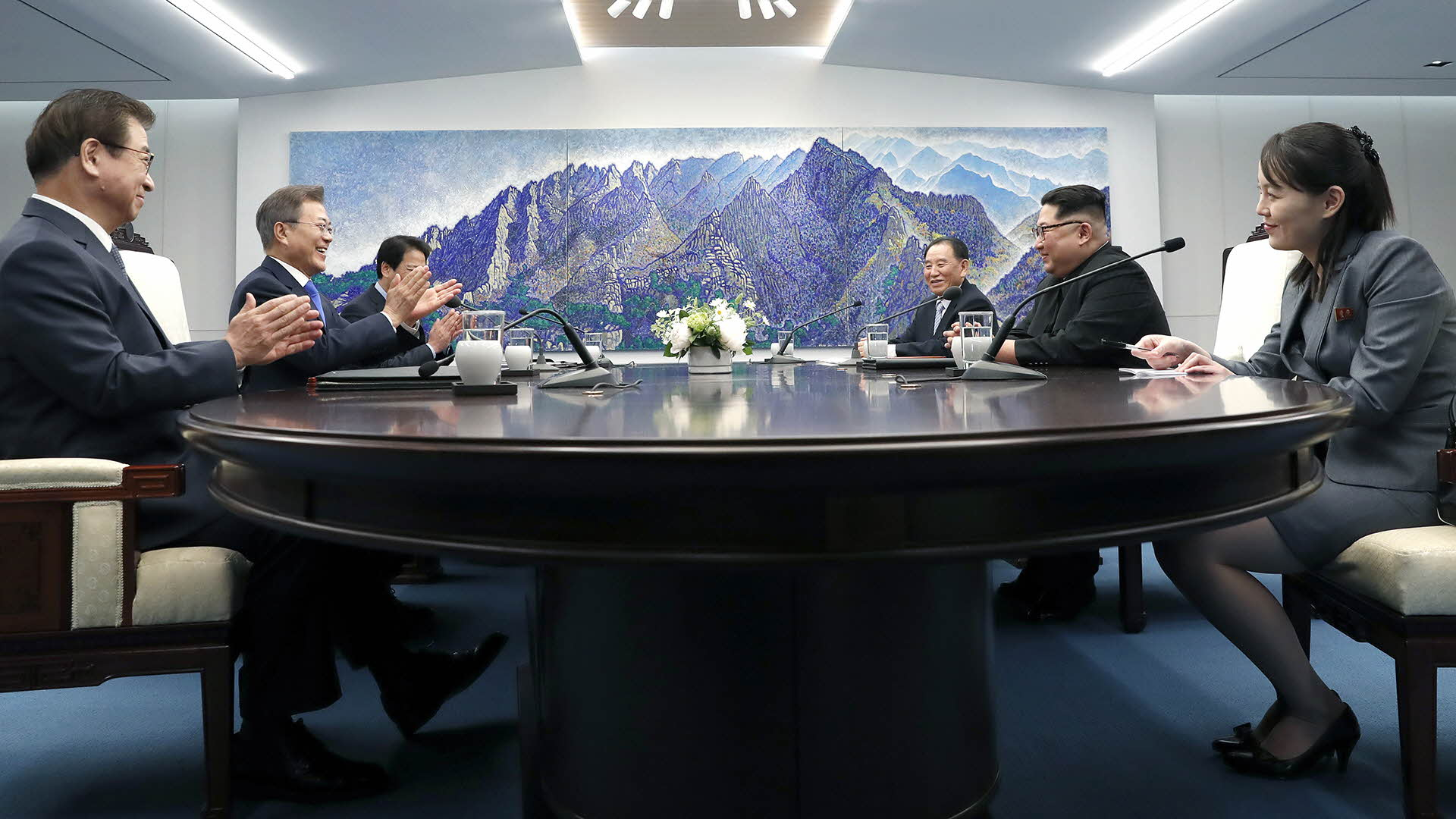
金与正（右一）于2018年4月27日陪同金正恩（右二）出席朝韩首脑会晤

她由2009年起於朝鮮勞動黨工作。2011年，有報導指她在勞動黨組織指導部工作。2013年7月，她被任命爲組織指導部活動科科長，直接負責所有金正恩參加的活動（內部稱為「一號活動」）。另有一說指她是隸屬於國防委員會秘書室長下的活動科科長，也可能兼任宣傳部科長，負責禮賓事宜。
此期間她在朝鮮媒體上公開露面的片段也日漸增加，包括2012年11月，和姑母金庆喜一同陪伴金正恩到第534部隊騎兵中隊訓練場視察；2012年7月24日陪同二哥金正恩與二嫂李雪主夫婦出席綾羅人民遊樂場的竣工典禮，並拍下和金正恩夫婦無關的單獨鏡頭；2013年4月金正恩出席朝鮮人民軍建軍81周年活動時，她也陪同在側。
有朝鲜消息人士表示，金與正从2013年开始正式担任兄长金正恩的秘书，全心全意辅佐金正恩。2014年3月9日，朝鲜中央电视台报道“劳动党第一书记金正恩来到设在平壤金日成政治大学的投票站。人民军总政治局局长崔龙海、劳动党中央组织部副部长金庆玉、黄炳誓和金與正同志随行。”韩国媒体推测，金與正被称作“同志”，证明其在党内起码任副部级以上的职务。2014年11月27日，朝鲜官方通过朝中社的报导首次正式透露金与正的职衔为“朝鲜劳动党中央委员会副部长”，后来证实是任职党中央宣传鼓动部。2016年5月，她在朝鲜劳动党第七次代表大会上当选中央委员。
2017年10月7日，在朝鲜劳动党第七届中央委员会第二次全体会议上当选为中央委员会政治局候补委员，正式进入决策层，刚满二十九岁的金与正是最年轻的政治局成员。
2018年2月，金與正隨同朝鮮高層代表團到韓國参加平昌冬奥会开幕式并进行3天的访问。代表团于2月9日到达仁川机场后受到韩国政府官员欢迎并在仁川机场的贵宾室进行简短会谈。金与正及代表团入座时，代表团中的朝鲜名义国家元首－最高人民会议常任委员会委员长金永南与其不约而同地以手势邀请对方入座，在推让一番后金永南才先于金与正落座。此举被外界媒体解读为反映朝鲜高层真实的权力等级之分，显示出金与正在朝鲜政坛地位非凡。同年4月27日，金与正及朝鲜劳动党中央委员会副委员长金英哲陪同金正恩出席朝韩首脑会晤。5月7至8日，陪同兄长金正恩赴大连与中共中央总书记习近平举行会晤。6月12日至13日，陪同金正恩赴新加坡与美国总统特朗普举行会晤。
2019年1月7日至10日，陪同兄长金正恩赴北京对中國进行正式访问。2月26日至3月2日，陪同兄长金正恩赴河内对越南进行正式访问并与美国总统特朗普举行会晤。
2019年12月17日，金与正首次向朝鲜人民军部队发布命令，她要求女子部队加强关切女兵们的身体健康，还要部队医院多准备治疗女性病的药物。显示金与正的政治地位已进一步提升，开始插手军队事务。
2019年12月，朝鲜劳动党七届五中全会于28日至31日召开，全会再次任命金与正为朝鲜劳动党中央委员会政治局候补委员和党中央委员会第一副部长，分析指出她可能转任权力更大的党中央组织指导部第一副部长。會後（2019年12月31日），金與正轉任黨中央組織指導部第一副部長。
2020年4月，根據自由亞洲電台報導，朝鲜劳动党委员长金正恩將党务及对外事务暫時交由金与正负责(包括下令炸毀開城的兩韓聯絡辦公室大樓)。
2021年，朝鲜劳动党第八次代表大会召開後，金與正從勞動黨政治局候補委員中除名，同時其亦未被列入書記或部長名單。
2023年7月，金與正首度使用南韓的正式國名「大韓民國」抨擊南韓。此前北韓都稱呼南韓為「南朝鮮」或「南朝鮮傀儡政權」。她是北韓建國多年以來首個稱呼南韓為「大韓民國」的北韓政治人物。

## 個人生活
先前盛傳金與正與崔龍海次子崔成（又譯崔頌）於2014年秋天左右結為夫婦，外界揣測崔龍海因成為金氏姻親得以復出。報導又指，金與正於2015年5月左右分娩 。
然而根據2016年《朝鮮日報》報導，金與正的丈夫並非崔龍海之子，而是平壤一所大學的科研教授，出身平民。

## 軼事
在金與正領導朝鮮外交事務期間，朝鮮政府曾以極其不堪入耳的用詞批評多位大韓民國總統，包含李明博、朴槿惠，以及中華民國總統蔡英文等東亞女性民主國家元首，並辱罵歐巴馬、小布希、拜登等美國總統與美國國務卿希拉蕊、時任日本內閣總理大臣安倍晉三等外國重要官員。